# Bromelia tessmannii
Espèce
Bromelia tessmannii est une espèce de plantes à fleurs de la famille des Bromeliaceae, endémique du Pérou.

## Distribution
L'espèce est une plante tropicale endémique du Pérou.